# Kauza Justiční mafie
Kauza „Justiční mafie“ je označení pro spor na ochranu osobnosti, jehož podstatou je výrok, kterým byla Renata Vesecká spolu s bývalým ministrem spravedlnosti Pavlem Němcem, místopředsedou Nejvyššího soudu Pavlem Kučerou, svým prvním náměstkem Karlem Černovským, náměstkem vrchního státního zástupce v Praze Liborem Grygárkem, krajským státním zástupcem v Brně Petrem Coufalem a okresním státním zástupcem v Jihlavě Arifem Salichovem veřejně v rozhlasovém vysílání (20. prosince 2007) označena bývalou nejvyšší státní zástupkyní a stínovou ministryní spravedlnosti za ČSSD Marií Benešovou za součást tzv. „justiční mafie“, která nezákonným způsobem ovlivňuje průběh některých zájmových trestních věcí. V této souvislosti Marie Benešová poukázala zejména na trestní stíhání Jiřího Čunka (odnětí jeho trestní věci místně nepříslušnému Okresnímu státnímu zastupitelství v Přerově několik dní před skončením vyšetřování a její přikázání Okresnímu státnímu zastupitelství v Jihlavě, kde následně Arif Salichov rozhodl o zastavení vedeného trestního stíhání) a vydání v České republice před soudem trestně stíhaného katarského prince Hámida bin Abdala Sáního do Kataru, kde bylo následně jeho trestní stíhání zastaveno.

## Průběh sporu
Osoby označené za součást „justiční mafie“ se společnou žalobou u Krajského soudu v Praze v řízení na ochranu osobnosti domáhaly po Marii Benešové omluvy. Dne 5. června 2008 soudce Vojtěch Cepl ml. shledal, že byť označení „justiční mafie“ je nadsazené a nepřesné, má určitý reálný skutkový základ v nestandardních postupech uvedených osob a v jejich podezřelých vzájemných schůzkách. Z těchto důvodů uložil, aby se žalovaná omluvila pouze Liboru Grygárkovi, který se označených postupů a schůzek nijak neúčastnil.
Rozhodnutí však v prvním stupni nenabylo právní moci, neboť obě strany podaly odvolání. O odvolání žalobců informoval média právník justičních funkcionářů Petr Toman, odvolání vůči uložené omluvě Liboru Grygárkovi podala podle advokáta Petra Hály také Marie Benešová. Pražský vrchní soud v senátě vedeném JUDr. Romanou Vostrejšovou koncem února 2009 rozsudek zrušil a kauzu vrátil zpět k projednání Krajskému soudu v Praze. Podle vrchního soudu Cepl závažně chyboval, nerespektoval některá práva účastníků soudní pře a spekuloval. Proto zároveň rozhodl o odebrání případu soudci Vojtěchu Ceplovi ml., což uvítal zástupce žalující strany. Postup vyvolal rozpačité reakce tisku i odborné veřejnosti. Viceprezident soudcovské unie Tomáš Mottl v pořadu České televize upozornil na to, že odebrání případu zákonnému soudci současně s prvním zrušovacím rozsudkem je mimořádně neobvyklý krok, se kterým se v praxi ještě nikdy nesetkal. Žalovaná Marie Benešová označila odnětí kauzy soudci první instance za protiústavní a podala ústavní stížnost. V říjnu 2009 jí dal Ústavní soud v podstatě za pravdu a zrušil ten výrok usnesení vrchního soudu, jímž byla kauza odňata soudci Ceplovi.
Dne 14. června 2010 soudce Vojtěch Cepl ml. vynesl nový rozsudek, podle kterého se Benešová za svůj výrok o justiční mafii opět nemusí omlouvat. Proti rozhodnutí soudu se čtyři účastníci sporu (v čele s Renatou Veseckou) znovu odvolali k vrchnímu soudu. Vrchní soud v Praze rozhodl sám 8. února 2011 tak, že se Marie Benešová za své výroky musí omluvit – že všem aktérům musí poslat omluvný dopis následujícího znění: „Omlouvám se vám, že jsem vás označila za člena zákulisní justiční mafie, která se snaží ovládnout justici tak, aby sloužila vládní garnituře, a která v zákulisí ovlivňuje kauzy.“
Benešová však podala dovolání k Nejvyššímu soudu, který rozsudek vrchního soudu v lednu 2013 zrušil a vrátil ji k novému rozhodnutí. Obě strany sporu pak ale uzavřely dohodu, podle níž Benešová nestáhne dřívější omluvu a žalující strana jí vrátí 370 tisíc korun, které jí Benešová již dříve vyplatila. Tento smír soud schválil a spor tím skončil.